# Klokan rezavý
Klokan rezavý (Petrogale concinna) je člen rodu skalních klokanů. Vzhledem se podobá klokanu skalnímu (Petrogale penicillata).
- délka těla: 29–35 cm
- délka ocasu: 22–31 cm
- hmotnost: 1–1,7 kg

## Výskyt
Klokan rezavý se vyskytuje v Austrálii na dvou místech, na severovýchodě Západní Austrálie v regionu Kimberley a v Arnhemské zemi.

## Potrava
V období sucha klokan rezavý opouští svou noru jen v noci a živí se kapradinou nardoo (Marsilea crenata), která roste na okraji tůní. Ta přitom obsahuje více než 20 % oxidu křemičitého (suché váhy). Tato velmi tvrdá potrava vede k silnému opotřebování zubů, které mu však po celý život dorůstají. Opotřebené zuby vypadávají, nové zuby se v čelisti posouvají dopředu a nahrazují je, zatímco vzadu se mezitím vytvářejí další. Tento způsob výměny zubů je společný všem klokanům, obvykle však končí pátou stoličkou.

## Predátoři
Klokana rezavého často loví orel bělobřichý.